# ボーボーアウン
ボーボーアウン（ビルマ語: ဘိုးဘိုးအောင်）は、ミャンマーのウェイザーである。彼はもっとも著名なウェイザーのひとりであり、ボーミンガウンとともにミャンマーにおいて広く信仰を集めている。

## 来歴
土佐桂子によれば、ボーボーアウンに関する現存する資料のうち、成立年代が確認できるもっとも古いものは、1890年頃の『ボーボーアウンの唄』である。シュエタインニュンの作詞である同曲は、ボーボーアウンが若いときのボードーパヤー王と出会い、後に再開するという内容の楽曲である。また、1904年にはシャルル・デュロワセルにより、修行僧ののウ・アウンがピイで様々な奇跡を起こして著名となり、ボードーパヤー王に連行されるものの、そこでも奇跡をおこし、彼を改心させるという物語が記録されている。土佐は、1890年代より「アウン」という名前の超能力者の物語は広く知られていたとしながら、現代ミャンマーで一般に知られているボーボーアウンの伝記を、書籍『ボーボーアウンとその修業（ビルマ語: Bò Bò Aung hnín Kyínzin）』を底本としながら、以下のようにまとめている。
ボーボーアウンはボードーパヤー王と同時期の人間であり、幼少期にタウンドウィンジーの僧院に預けられた。僧院長はウェイザーの啓示をもとに秘法が記された折本を見つけ、輪廻から抜け出した。その後、ボーボーアウンはこの折本を手にし、修行の中でさまざまな術を身につけていく。彼は各地を旅する中で、後のボードーパヤー王と出会う。彼らは後に出世したらお互いに取り立て合おうと約束した。ボーボーアウンは新たな折本を手に入れ、さらに強力なウェイザーとなるが、王となったボードーパヤーは彼の名声を恐れ、召喚したのち処刑しようとした。彼は秘術によって王を懲らしめ、改心させた。その後、ボーボーアウンは皇太子の息子である「転輪聖王」を謀殺から救った。また、ボーボーアウンは3代後のミンドン王の時代にも現れ、第五回仏典結集を助けた。王朝が滅びたあとのイギリス領時代にも彼はしばしば現れ、子どもをどこかに連れ去ったが、これは転輪聖王となる子どもを育てるためなのだという。